# Playsam

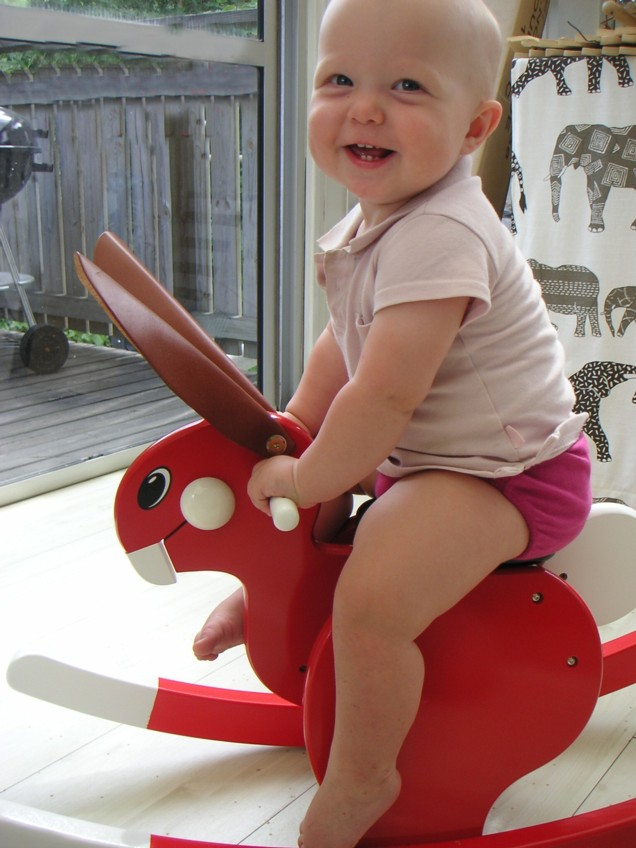
Rocking Rabbit in Action

Playsam (Playsam i Kalmar AB) ist ein schwedisches Unternehmen mit Sitz in Kalmar. Das Unternehmen spezialisierte sich darauf, hochwertiges und gut designtes Kinderspielzeug herzustellen.
Die Firma wurde 1984 von Carl Zedig gegründet. Carl Zedig band einige renommierte Mitarbeiter an sich, so den Grafiker Hans-Christer Ericson, der dem Unternehmen eine grafische Identität gab, sowie die Designer Ulf Hansen und Björn Dahlström.
Ulf Hanses, der bei dem Industriedesigner Sigvard Bernadotte gearbeitet und der Spielzeug für körperbehinderte Kinder entworfen hatte, schuf eine Vielzahl von Holzspielsachen für Playsam, beispielsweise, das Auto Streamliner F1 von 1984, das Flugzeug Jetliner oder den Ur-Saab Saab 001.
Der Industriedesigner Björn Dahlström, der Produkte für Ericsson, Hackmann, Scania und einige andere Industrieunternehmen entworfen hatte, entwarf für Playsam unter anderem das Schaukel-Kaninchen Rocking Rabbit (1985) und das Lastauto Toycar (1996).
Stilistisches Merkmal der Produkte Playsams ist eine einfache Form, die laut Carl Zedig „die kindlichen Sinne stimuliert und dazu beiträgt, dass das Kind die fehlenden Teile in der Phantasie dazulegt“.

Playsams Holzspielzeug zeigt, die in Skandinavien gewöhnliche Auffassung, dass alle Teile der Gesellschaft, auch die Kinder, Nutzen von einer guten Formengebung ziehen.
Playsam knüpft damit an den Slogan an „vackrare vardagsvara“ (hübscherer Gebrauchsgegenstand), den die Svenska Slöjdföreningen (Schwedische Vereinigung für Werkunst) 1919 geprägt hatte.
Playsams Produkte wurden mehrmals mit dem Preis Utmärkt Svensk Form (Ausgezeichnete Schwedische Form) ausgezeichnet.

## Bilder

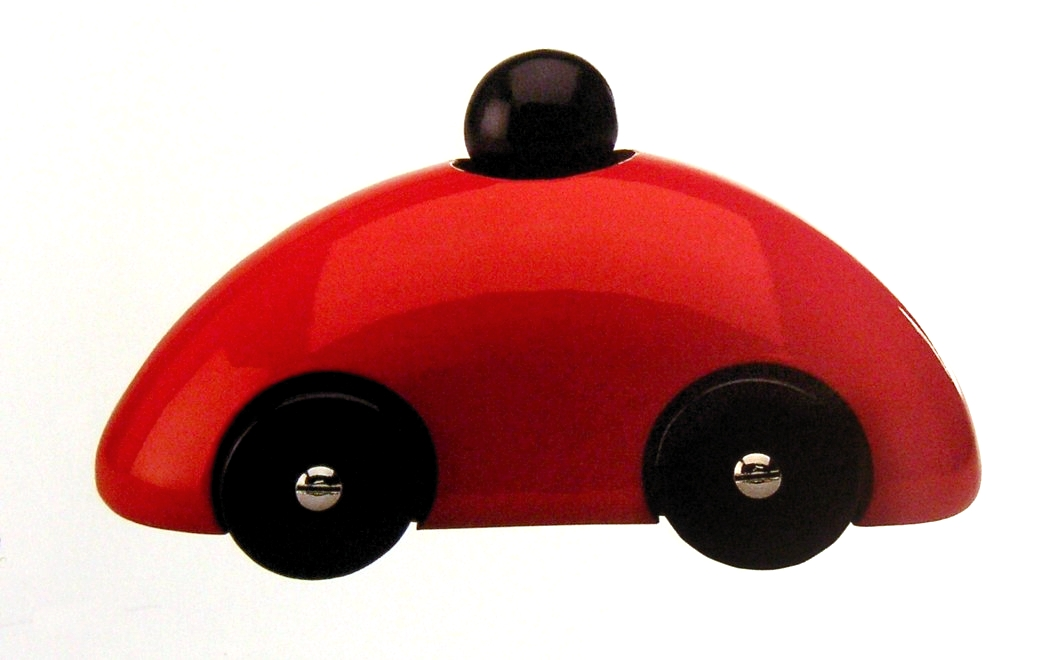
Streamliner F1
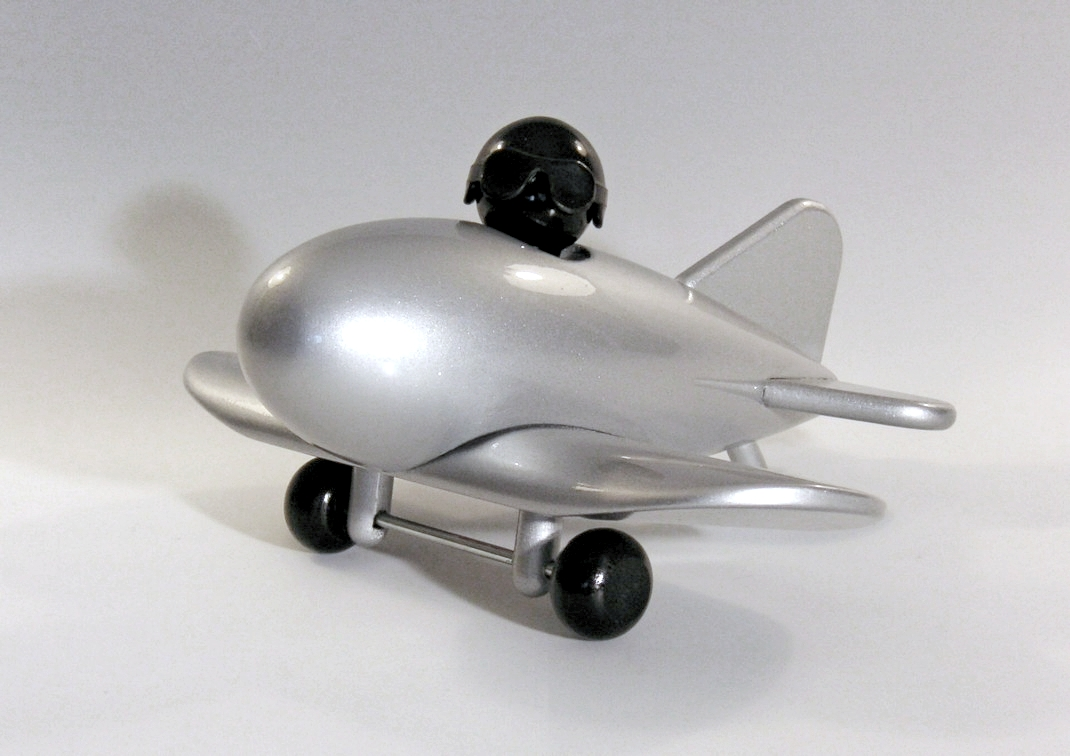
Jetliner
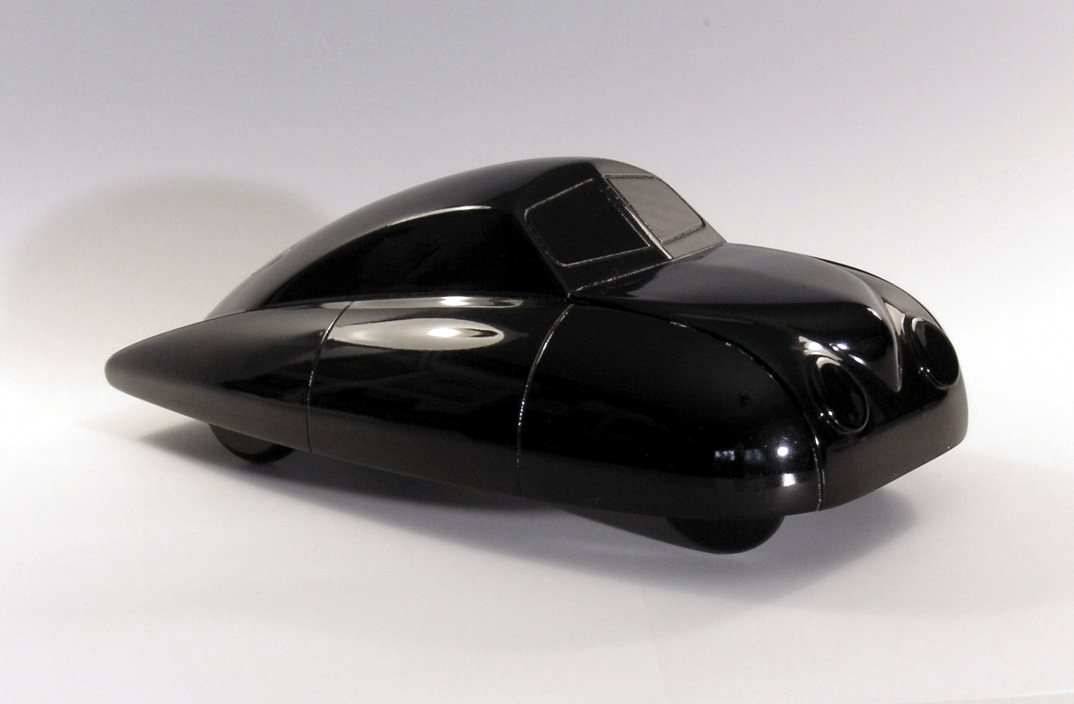
Saab 001
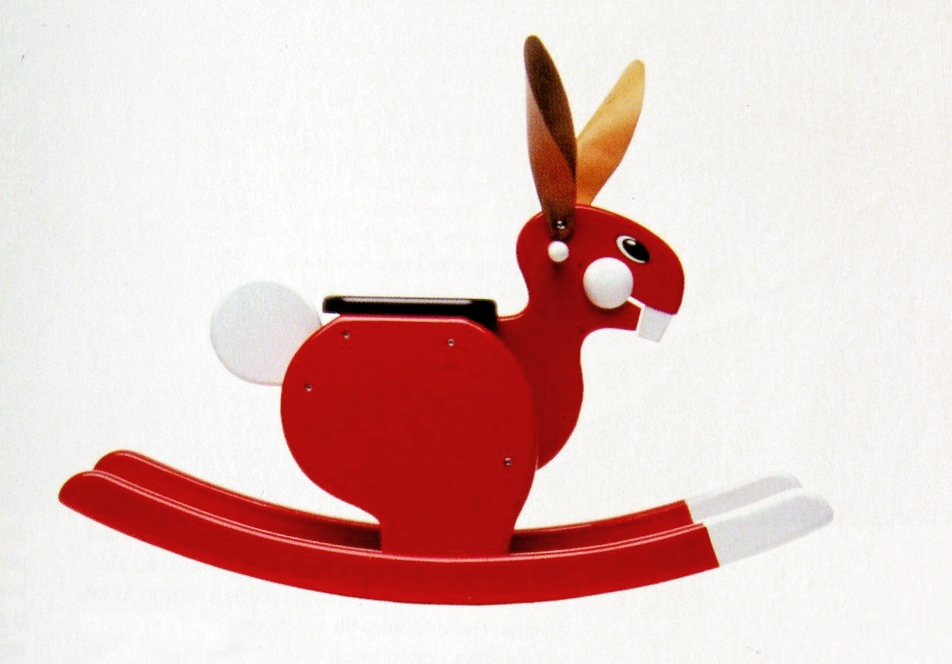
Rocking Rabbit